# Porsche Cayenne
O Porsche Cayenne é um utilitário esportivo de luxo produzido pela Porsche desde 2002. É o primeiro modelo da Porsche equipado com um motor V8 desde 1995, quando foi encerrada a produção do Porsche 928.
A Cayenne possui uma grande gama de motores além de possuir mais de 500 opções de acabamento, a Cayenne compartilha chassi com Volkswagen Touareg, além de compartilhar o motor V8 com o Touareg, o utilitário esportivo de luxo da Volkswagen.

## Primeira geração (2002)

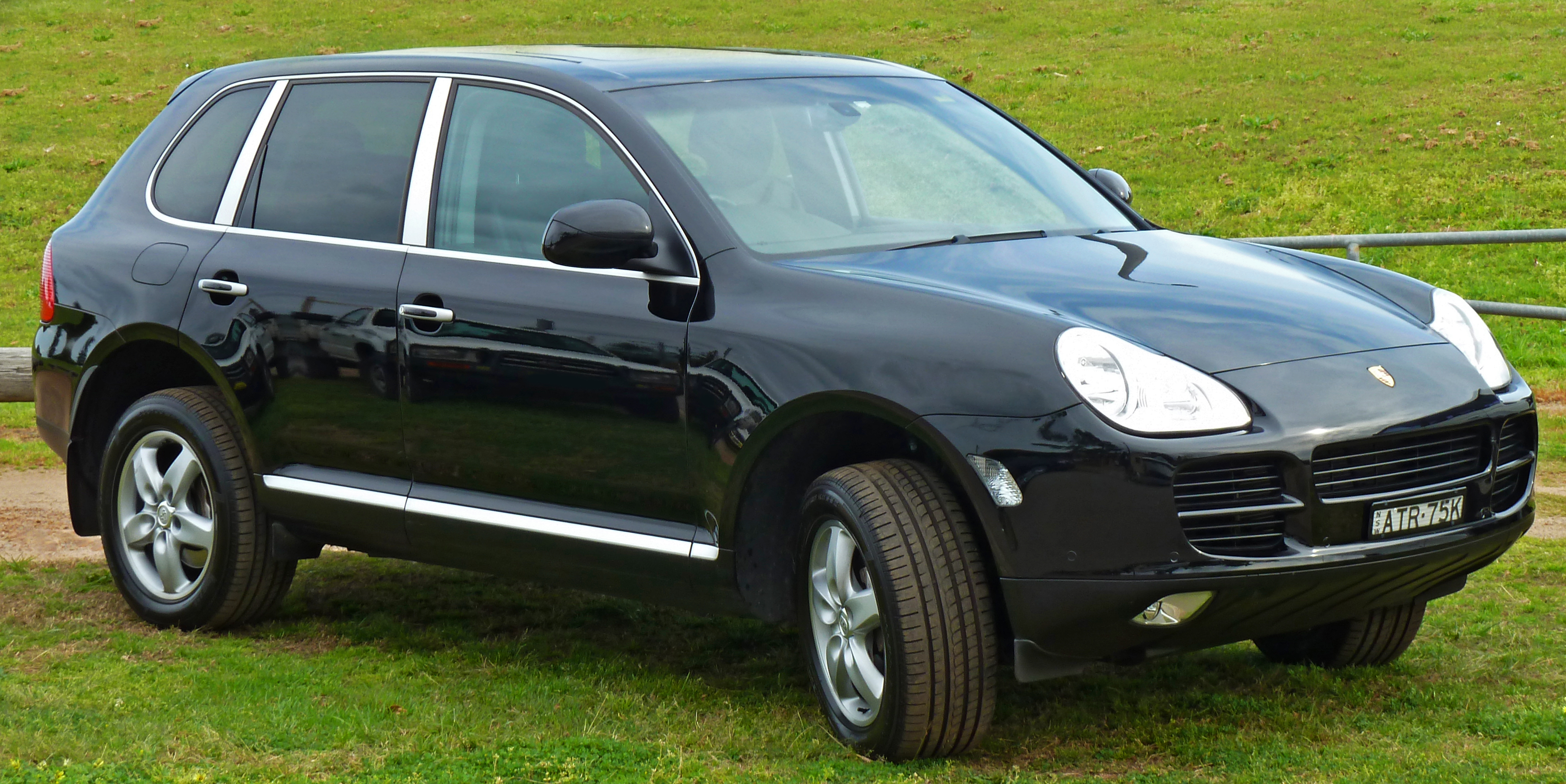
Primeira geração (2002-2010)

O Porsche Cayenne 9PA, o original, entrou no mercado global recebendo opiniões mistas, mas provou ter excelente desempenho para um Porsche e tinha um manuseio comparativamente bom, bem como motores potentes. A linha inicialmente consistia no Cayenne S e no Cayenne Turbo com motor V8. Mais tarde no ciclo do modelo, as versões VR6 e diesel juntaram-se à linha. Nos oito anos modelo da geração E1, foram produzidas um total de 276.652 unidades.

## Segunda geração (2010)

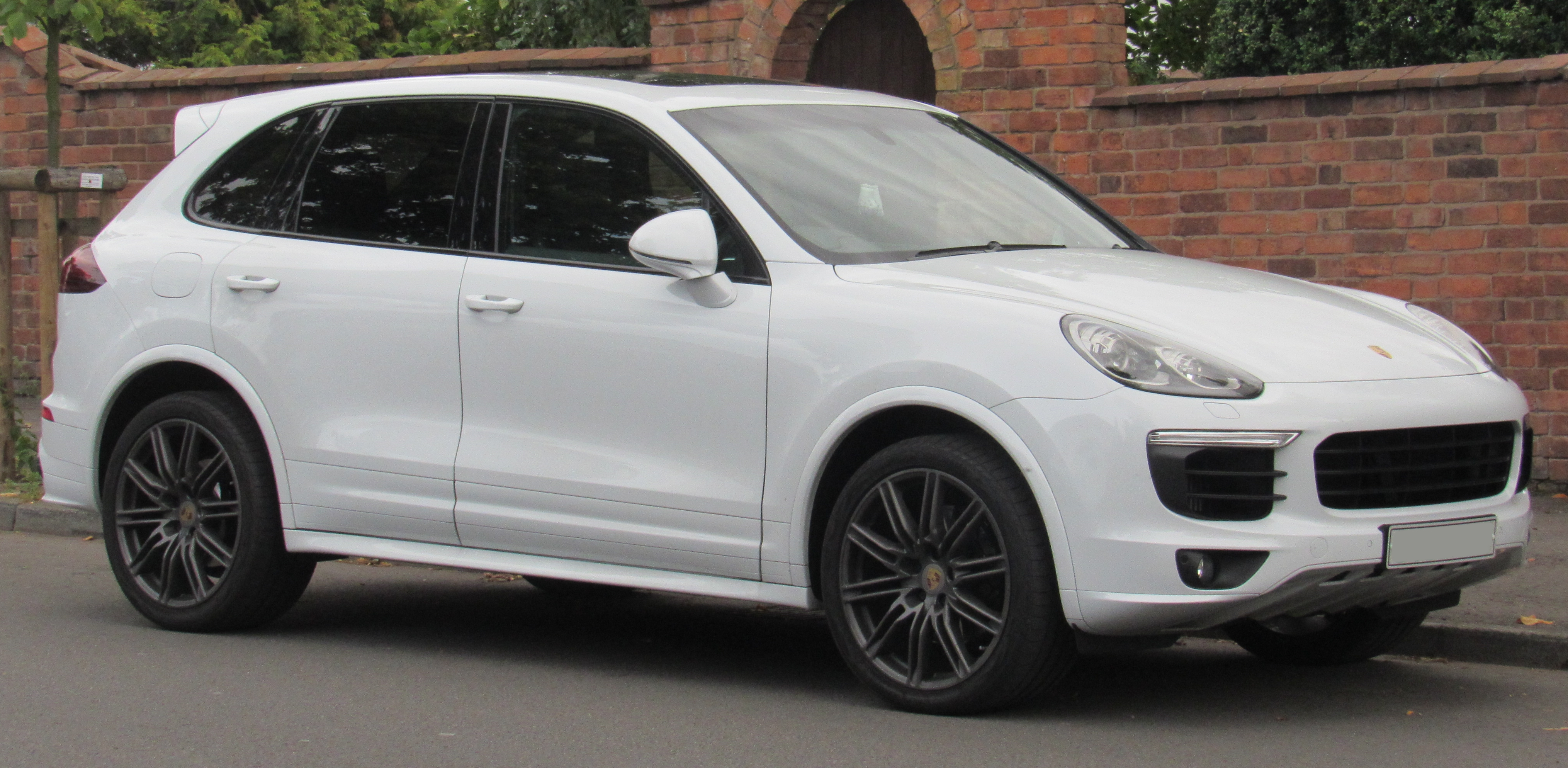
Segunda geração (2011-2017)

O Porsche Cayenne 92A foi colocada à venda em abril-maio de 2010 como modelo de 2011, com a estreia oficial no Salão Automóvel de Genebra de 2010.

## Terceira geração (2017)

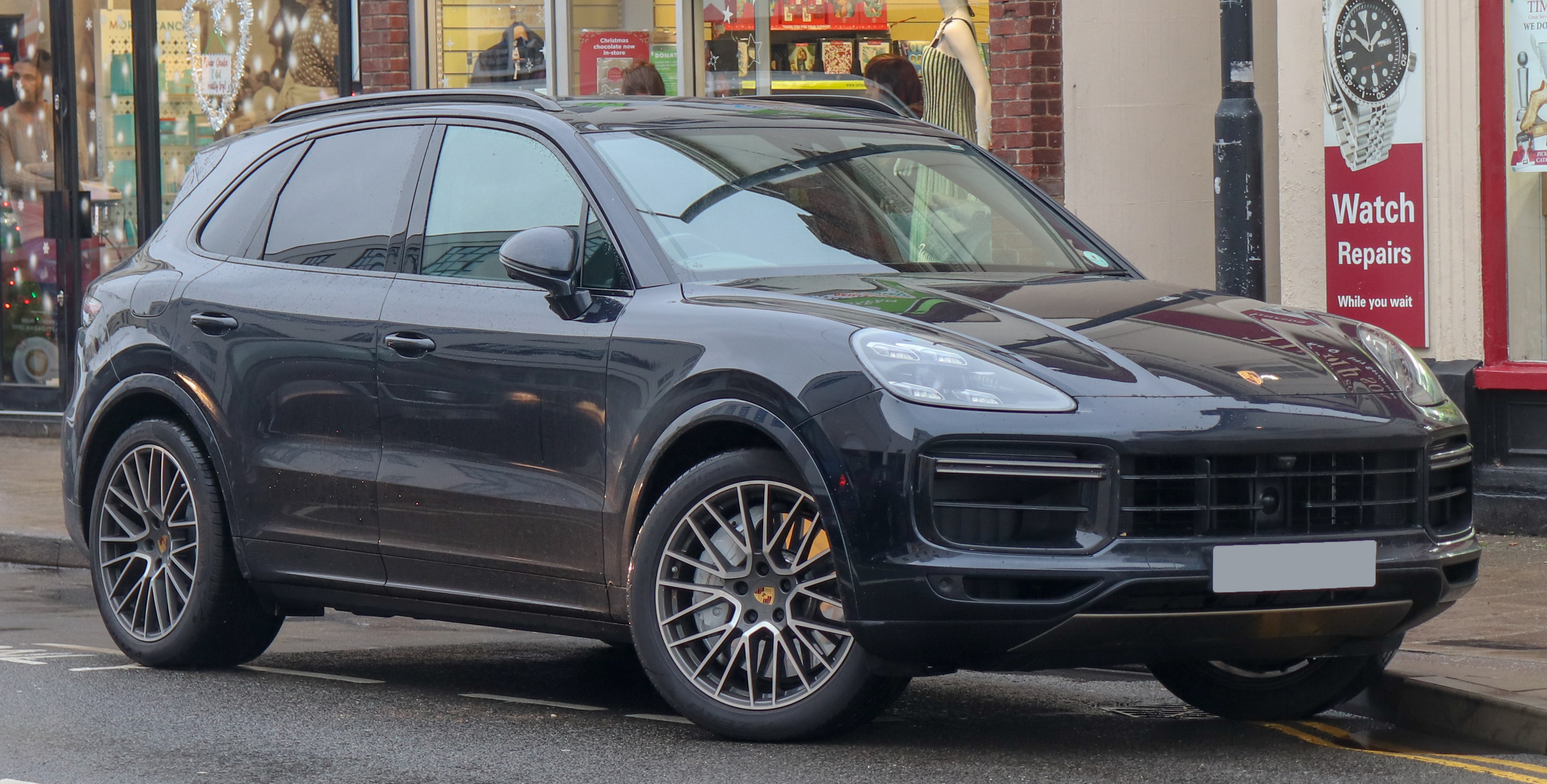
Terceira geração (2018-presente)

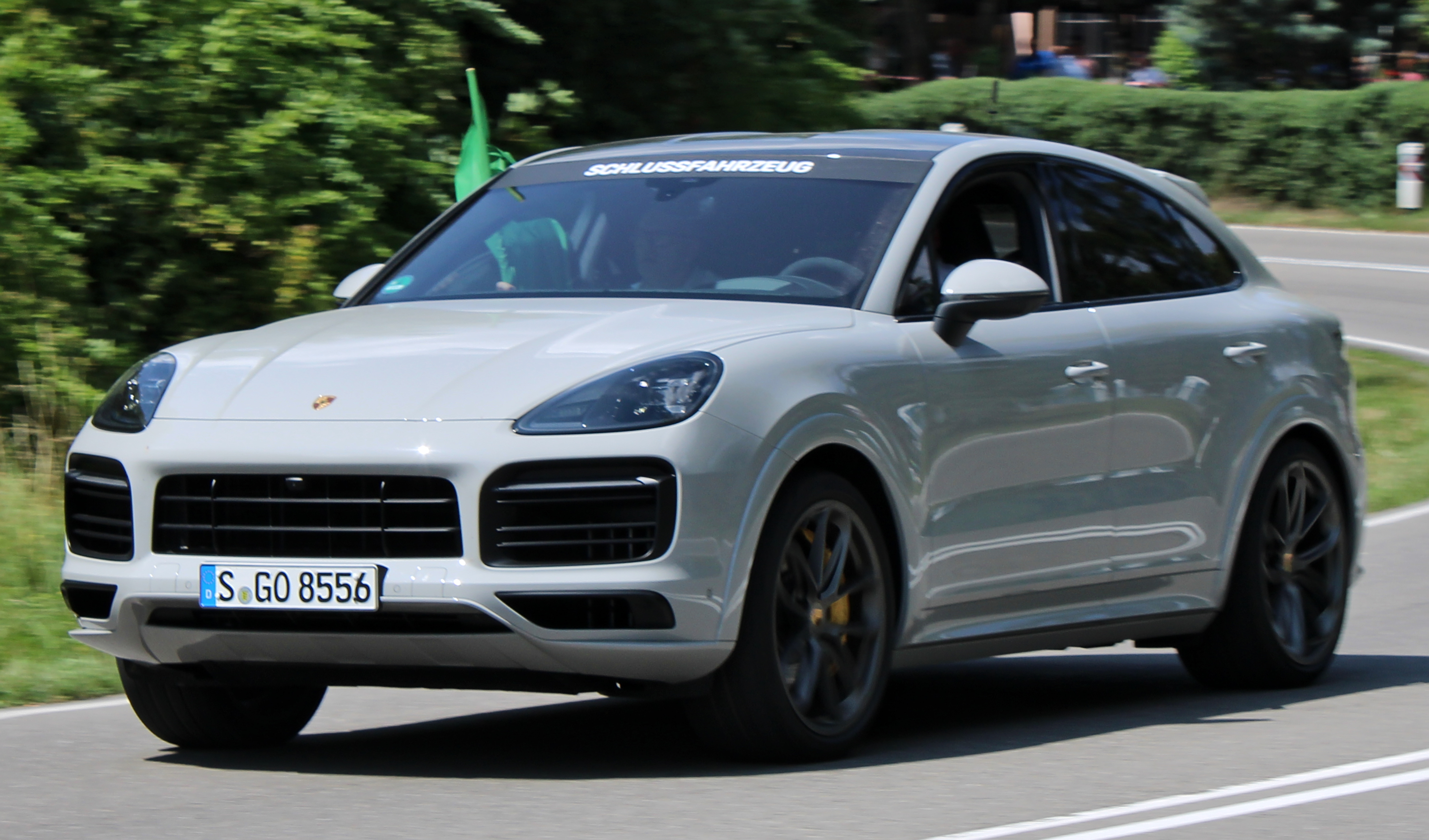
Terceira geração, coupé (2019-presente)

O Porsche Cayenne 9Y0, a terceira geração, foi revelada em 29 de agosto de 2017, como modelo de 2019.

## Quarta geração (2025?)
A quarta geração do Porsche Cayenne ainda não foi lançada oficialmente, no entanto, diversas fontes da indústria avançam que será uma versão 100% elétrica, à semelhança do que aconteceu com o Porsche Macan. Ainda não se sabe se existirá também uma versão a combustível ou se a produção desta versão chegará ao fim.